# Verwaltungsgemeinschaft Schmerzbach
In der Verwaltungsgemeinschaft Schmerzbach waren im sachsen-anhaltischen Landkreis Bitterfeld die Gemeinden Burgkemnitz, Gossa, Krina, Plodda, Rösa, Schlaitz und Schwemsal zusammengeschlossen. Am 1. Januar 2005 fusionierte sie mit den Gemeinden Muldenstein und Pouch aus der Verwaltungsgemeinschaft Muldestausee zur neuen Verwaltungsgemeinschaft Muldestausee-Schmerzbach.